# Parc national de Wigry
Le parc national Wigiersky ou parc national de Wigry (polonais : Wigierski Park Narodowy) est un parc national situé dans la voïvodie de Podlachie, dans le Nord-Est de la Pologne. Sa superficie est de 158 km2. Il couvre une partie de la région des lacs de Mazurie et de la forêt primitive d'Augustow (Puszcza Augustowska). Il est nommé d'après le lac Wigry, le plus grand parmi les nombreux lacs du parc. Il est également classé parmi les sites Ramsar protégeant des zones humides, dont il est l'un des 13 sites en Pologne.

## Géographie

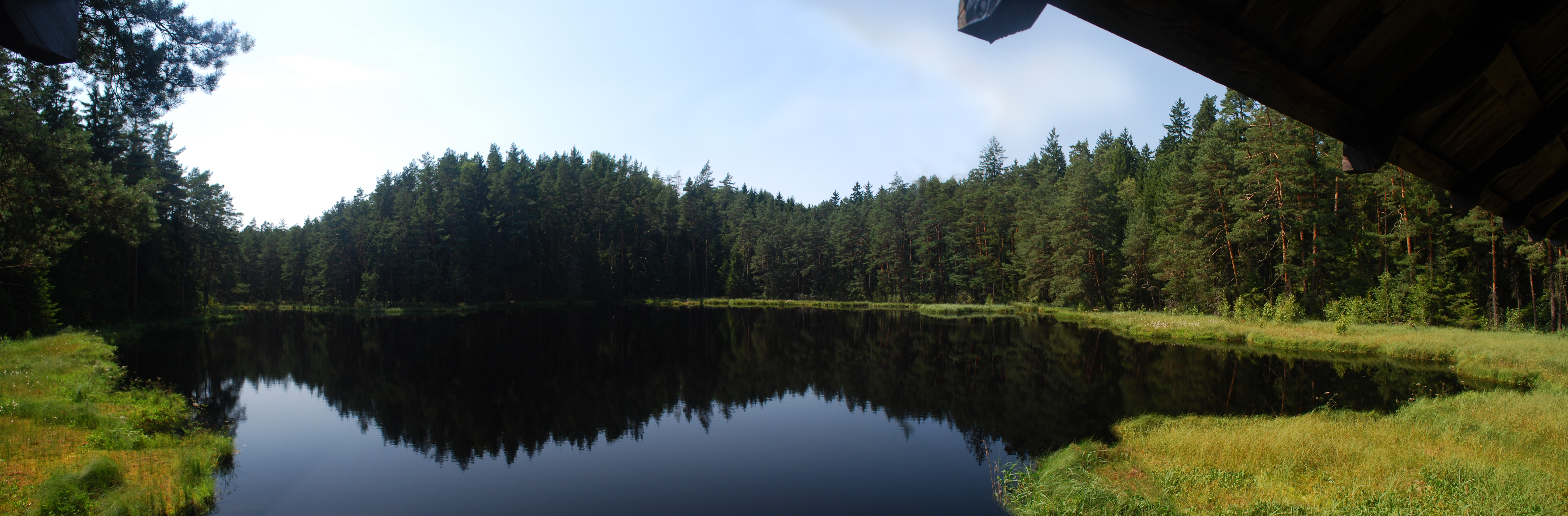
Panorama du parc.

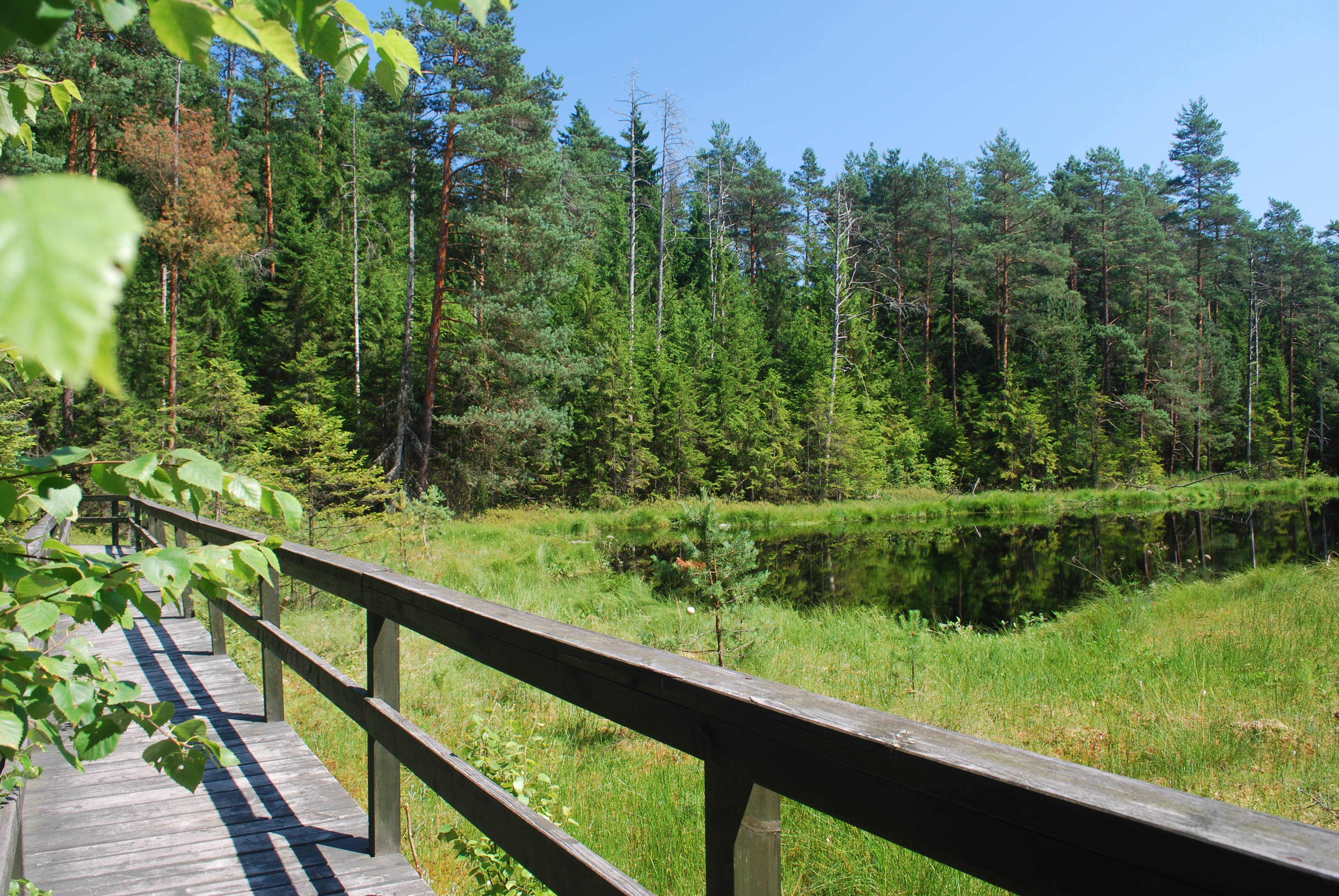
Passerelle au-dessus des marécages et de la Suchar.

Le parc a été créé le 1er janvier 1989, sur une superficie de 149,56 km2. Aujourd'hui, il est légèrement plus grand et couvre 150,86 km2, dont 94,64 km2 de forêt, 29,08 km2 d'eaux et 27,14 km2 d'autres types de terres, principalement agricoles. Les zones strictement protégées représentent 6,23 km2, dont 2,83 km2 de forêt. Le parc a son siège dans la ville de Suwałki.
Le paysage de ce parc a été en grande partie façonné par un glacier qui recouvrait cette région il y a 12 000 ans. Le glacier, reculant lentement vers le Nord, a formé des vallées, dont beaucoup se sont remplies d'eau sous forme de lacs. Certains des lacs les moins profonds se sont transformés au fil du temps pour devenir des tourbières. La partie nord du parc est vallonnée, pouvant atteindre une hauteur de 180 mètres. La partie sud est plate et est principalement recouverte d'une forêt, qui fait partie de l'ensemble de la forêt primitive d'Augustow (Puszcza Augustowska).
Le parc est célèbre pour ses nombreux lacs, qui sont de formes, de tailles et de profondeurs différentes. Il y a en tout 42. Le plus grand, Wigry, couvrant une surface de 21,87 km2 avec une profondeur maximale de 73 mètres, est situé dans la partie centrale du parc. La rivière principale est la Czarna Hańcza, qui traverse le lac Wigry. Cette rivière est appréciée et populaire, notamment pour les promenades en kayak.

## La faune

### Les animaux
Plus de 1 700 espèces d'animaux ont été recensés dans le parc, comprenant 46 espèces de mammifères, 202 espèces d'oiseaux, 12 espèces d'amphibiens et 5 espèces de reptiles. L'animal emblématique du parc est le castor d'europe, présent dans de nombreux lacs et rivières. Actuellement, il y a environ 250 castors. Parfois aussi, on peut rencontrer un loup. Dans les eaux du parc prospèrent 32 espèces de poissons. 289 espèces sont protégées par la loi et 128 d'entre elles ont été placées sur la liste rouge des espèces menacées en Pologne.

### Les plantes
Le hêtre n'existe pas dans le parc. Ici, le type d'arbre prédominant est le sapin qui est présent dans toutes les forêts. Une grande partie du parc est couverte par des tourbières, qui ont conservé dans certains lieux leur caractère d'origine.

## Tourisme
Le Nord-Est de la Pologne, y compris le parc lui-même, est une région attrayante pour les touristes, surtout en été. Il y a plus de 190 kilomètres de circuits touristiques dans le parc. Les pêcheurs ainsi que les voiliers peuvent profiter des plus grands lacs, y compris Wigry, Pierty, Leszczewek et Mulaczysko.
Les lieux d'intérêt incluent un ancien monastère, où se trouve une résidence d'artiste appartenant au ministère de la Culture. 